# Turó de l'Escala (Ripoll)
El Turó de l'Escala és una muntanya de 883 metres que es troba al municipi de Ripoll, a la comarca catalana del Ripollès.